# Cry Baby (SEAMO의 노래)
《Cry Baby》는 SEAMO가 부른 노래로, 짱구는 못말려 극장판 15기 엔딩 음악으로 사용된 적이 있다.

## 수록 내용
전곡 작사: Naoki Takada, 작곡: Naoki Takada & Shintaro "Growth" Izutsu
1. Cry Baby
  - 편곡: Shintaro "Growth" Izutsu & Takahito Eguchi

애니메이션 영화 《짱구는 못말려 극장판: 태풍을 부르는 노래하는 엉덩이 폭탄!》의 주제가
2. LOVE 미사일
  - 작사: Shintaro "Growth" Izutsu
3. 무상전생
  - 편곡: Shintaro "Growth" Izutsu & Takahito Eguchi
4. Cry Baby (instrumental)
5. LOVE 미사일 (instrumental)
6. 무상전생 (instrumental)